# Oecetis canariensis
Oecetis canariensis is een schietmot uit de familie Leptoceridae. De soort komt voor in het Palearctisch gebied.